# Liu Mingchuan
Liu Mingchuan (7 septembre 1836 - 12 janvier 1896, 劉銘傳) était un officier de la dynastie Qing. Il naquit à Hefei dans la province de l’Anhui. Il fut impliqué dans sa jeunesse dans la répression de la révolte des Taiping et travailla avec Zeng Guofan et Li Hongzhang. En 1885 il devint le premier gouverneur de Taïwan. De nos jours on se souvient de lui pour ses efforts pour la modernisation de Taïwan.Il était l'un des dirigeants de l'Armée de Huai. Durant la Guerre franco-chinoise, il repoussa les troupes françaises à Taiwan à la tête de ses hommes, avant d'être nommé premier gouverneur de la province de Taiwan après sa création